# Richard Guy
Richard Kenneth Guy (Nuneaton, Warwickshire; 30 de septiembre de 1916-Calgary, Canadá; 9 de marzo de 2020), conocido como Richard Guy, fue un matemático británico, profesor emérito en el Departamento de Matemáticas de la Universidad de Calgary.

## Biografía
Conocido por ser el autor, junto a John Horton Conway y a Elwyn Berlekamp, de Winning Ways for your Mathematical Plays, y autor de Problemas sin resolver en teoría de números, también publicó más de cien artículos y libros sobre la Teoría de juegos combinatorios, la teoría de números y la teoría de grafos.
Figura notable en el campo de los estudios de ajedrez, compuso alrededor de doscientos estudios y fue coinventor del código GBR para la clasificación de estudios. También trabajó como editor de estudios para la British Chess Magazine desde 1948 hasta 1951.[cita requerida]
Se dice que desarrolló la "ley de los números pequeños", parcialmente irónica, que dice que no hay suficientes números pequeños disponibles para la mayoría de las tareas asignadas a ellos, lo que explica las muchas coincidencias y patrones encontrados entre numerosas culturas.[cita requerida]
Además, alrededor de 1959, descubrió un poliedro uniestable que tenía sólo diecinueve caras. Hasta el 2011, no se había encontrado ninguna construcción que tuviera esas características con un menor número de caras.
Guy se describía a sí mismo como un matemático aficionado, aunque su trabajo era ampliamente respetado por los profesionales. En una carrera que abarca ocho décadas, escribió o fue coautor de más de una docena de libros y colaboró con muchos otros matemáticos.  Paul Erdős, John H. Conway, Donald Knuth, Martin Gardner y Lee Sallows fueron algunos de sus colaboradores.